# Abderrazak Hamdallah
Abderrazak Hamdallah (en árabe: عبد الرزاق حمد الله‎; Safi, 17 de diciembre de 1990) es un futbolista marroquí que juega como delantero en el Al Hilal Saudi F. C. de la Liga Profesional Saudí.

## Trayectoria
Hamdallah comenzó su carrera profesional en el Olympique Safi de la primera división de Marruecos.
El 14 de febrero de 2013 se confirmó su traspaso al Aalesunds FK de la Tippeligaen por tres años y un monto aproximado de 7.4 coronas noruegas (1 millón de euros). La transferencia se convirtió en la más cara que haya pagado el Aalesunds por un jugador.
Hamdallah hizo su debut el 1 de abril de 2013 ingresando desde la banca en la victoria 1-0 sobre el Sandnes Ulf como visitante. El 13 de mayo anotó su primera tripleta como profesional en la goleada 7-1 sobre el Lillestrøm SK.
En la temporada 2018-2019 consiguió anotar 34 goles, estableciendo así un nuevo récord de anotación para la primera división saudí,cuando jugaba para el Al Nassr, que fue superado por el portugués Cristiano Ronaldo en la temporada 2023-2024 con 35 goles estableciendo un nuevo récord para la liga saudí.

## Selección nacional
Ha sido parte de la selección sub-23 de Marruecos.
Hizo su debut con la selección absoluta en un partido amistoso frente a Burkina Faso en febrero de 2012. También fue parte de la representación marroquí en la Copa Africana de Naciones 2013.

### Participaciones en Copas del Mundo
| Mundial      | Sede  | Resultado     | Partidos | Goles |
| ------------ | ----- | ------------- | -------- | ----- |
| Mundial 2022 | Catar | Cuarto puesto | 4        | 0     |

### Goles internacionales
| #  | Fecha              | Lugar                                    | Rival    | Gol   | Resultado | Competición                |
| -- | ------------------ | ---------------------------------------- | -------- | ----- | --------- | -------------------------- |
| 1. | 8 de junio de 2013 | Stade de Marrakech, Marrakech, Marruecos | Tanzania | 1 – 0 | 2 – 1     | Clasificación Mundial 2014 |

## Estadísticas

### Club
| Club                      | Temp.        | Liga                    | Liga | Liga  | Copas nacionales | Copas nacionales | Copas internacionales | Copas internacionales | Otras | Otras | Total | Total |
| Club                      | Temp.        | División                | Part | Goles | Part             | Goles            | Part                  | Goles                 | Part  | Goles | Part  | Goles |
| ------------------------- | ------------ | ----------------------- | ---- | ----- | ---------------- | ---------------- | --------------------- | --------------------- | ----- | ----- | ----- | ----- |
| Olympic Safi              | 2010–11      | Botola                  | 9    | 0     | 1                | 0                | –                     | –                     | –     | –     | 10    | 0     |
| Olympic Safi              | 2011–12      | Botola                  | 28   | 15    | 2                | 0                | –                     | –                     | –     | –     | 30    | 15    |
| Olympic Safi              | 2012–13      | Botola                  | 18   | 15    | 3                | 2                | –                     | –                     | –     | –     | 21    | 17    |
| Olympic Safi              | Total        | Total                   | 55   | 30    | 6                | 2                | –                     | –                     | –     | –     | 61    | 32    |
| Aalesund                  | 2013         | Tippeligaen             | 27   | 15    | 3                | 4                | –                     | –                     | –     | –     | 30    | 19    |
| Guangzhou R&F China       | 2014         | Superliga de China      | 22   | 22    | 1                | 0                | –                     | –                     | –     | –     | 23    | 22    |
| Guangzhou R&F China       | 2015         | Superliga de China      | 10   | 3     | 0                | 0                | 6                     | 1                     | –     | –     | 16    | 4     |
| Guangzhou R&F China       | Total        | Total                   | 32   | 25    | 1                | 0                | 6                     | 1                     | –     | –     | 39    | 26    |
| El Jaish Catar            | 2015–16      | Liga de fútbol de Catar | 23   | 21    | 3                | 3                | 8                     | 5                     | –     | –     | 34    | 29    |
| El Jaish Catar            | 2016–17      | Liga de fútbol de Catar | 0    | 0     | 2                | 1                | –                     | –                     | –     | –     | 2     | 1     |
| El Jaish Catar            | Total        | Total                   | 23   | 21    | 5                | 4                | 8                     | 5                     | –     | –     | 36    | 30    |
| Al-Rayyan Catar           | 2017–18      | Liga de fútbol de Catar | 20   | 18    | 5                | 7                | 5                     | 3                     | –     | –     | 30    | 28    |
| Al-Nassr Arabia Saudita   | 2018–19      | Liga Profesional Saudí  | 26   | 34    | 5                | 14               | 5                     | 4                     | –     | –     | 36    | 52    |
| Al-Nassr Arabia Saudita   | 2019–20      | Liga Profesional Saudí  | 27   | 29    | 5                | 5                | 7                     | 7                     | 1     | 1     | 40    | 42    |
| Al-Nassr Arabia Saudita   | 2020–21      | Liga Profesional Saudí  | 21   | 14    | 3                | 1                | 8                     | 5                     | 1     | 1     | 33    | 21    |
| Al-Nassr Arabia Saudita   | Total        | Total                   | 74   | 77    | 13               | 20               | 20                    | 16                    | 2     | 2     | 109   | 115   |
| Al-Ittihad Arabia Saudita | 2021–22      | Liga Profesional Saudí  | 13   | 12    | 2                | 1                | –                     | –                     | –     | –     | 15    | 13    |
| Al-Ittihad Arabia Saudita | 2022–23      | Liga Profesional Saudí  | 26   | 21    | 3                | 1                | –                     | –                     | 2     | 3     | 31    | 25    |
| Al-Ittihad Arabia Saudita | 2023–24      | Liga Profesional Saudí  | 24   | 19    | 3                | 4                | 8                     | 4                     | 6     | 3     | 41    | 30    |
| Al-Ittihad Arabia Saudita | Total        | Total                   | 63   | 52    | 8                | 6                | 8                     | 4                     | 8     | 6     | 87    | 68    |
| Al-Shabab Arabia Saudita  | 2024–25      | Liga Profesional Saudí  | 20   | 18    | 3                | 3                | –                     | –                     | –     | –     | 23    | 21    |
| Career total              | Career total | Career total            | 315  | 255   | 44               | 46               | 47                    | 29                    | 10    | 8     | 415   | 338   |

### Tripletes
| 1  | 19 de octubre de 2012    | Stade El Massira, Safí                             | Olympic Safi - Wydad Fès           |  | 3 - 1 | Botola 2012-13                 |
| 2  | 17 de abril de 2013      | Gursken Kunstgrasbane River Plate, Møre og Romsdal | Larsnes/Gursken FK - Aalesunds FK  |  | 0 - 5 | Copa de Noruega                |
| 3  | 13 de mayo de 2013       | Color Line Stadion, Ålesund                        | Aalesunds FK - Lillestrøm SK       |  | 7-1   | Tippeligaen                    |
| 4  | 25 de octubre de 2013    | Lyse Arena, Stavanger                              | Viking FK - Aalesunds FK           |  | 1 - 3 | Tippeligaen                    |
| 5  | 30 de marzo de 2014      | Estadio Yuexiushan, Guangzhou                      | Guangzhou R&F - Hangzhou Greentown |  | 6 - 2 | Superliga de China             |
| 6  | 14 de diciembre de 2018  | Estadio Príncipe Faisal bin Fahd, Riad             | Al-Nassr - Al-Raed FC              |  | 4 - 0 | Liga Profesional Saudí         |
| 7  | 15 de enero de 2019      | Estadio Príncipe Faisal bin Fahd, Riad             | Al-Nassr - Al Ansar FC             |  | 5 - 0 | Copa del Rey de Campeones      |
| 8  | 21 de enero de 2019      | Al-Majma'ah Sports City, Al-Hasa                   | Al-Fayha FC - Al-Nassr             |  | 0 - 6 | Copa del Rey de Campeones      |
| 9  | 16 de marzo de 2019      | King Abdul Aziz Stadium, La Meca                   | Al Wehda FC - Al-Nassr             |  | 0 - 4 | Liga Profesional Saudí         |
| 10 | 4 de abril de 2019       | King Abdullah Sports City Stadium, Buraidá         | Al-Raed FC - Al-Nassr              |  | 0 - 5 | Liga Profesional Saudí         |
| 11 | 11 de mayo de 2019       | Al-Rass Stadium                                    | Al-Hazem SC - Al-Nassr             |  | 0 - 3 | Liga Profesional Saudí         |
| 12 | 24 de diciembre de 2019  | Prince Sultan bin Abdul Aziz Stadium               | Damac FC - Al-Nassr                |  | 2 - 4 | Copa del Rey de Campeones      |
| 13 | 28 de diciembre de 2019  | Al-Majma'ah Sports City, Al-Hasa                   | Al-Fayha FC - Al-Nassr             |  | 1 - 4 | Liga Profesional Saudí         |
| 14 | 14 de febrero de 2020    | Al-Shabab Stadium                                  | Al-Shabab FC - Al-Nassr            |  | 2 - 4 | Liga Profesional Saudí         |
| 15 | 20 de septiembre de 2020 | King Abdullah Sports City Stadium, Buraidá         | Al Taawon - Al-Nassr               |  | 1 - 4 | Liga Profesional Saudí 2020-21 |
| 16 | 26 de febrero de 2022    | Ciudad Deportiva del Rey Abdalá                    | Al-Ahli FC - Al-Ittihad Club       |  | 3 - 4 | Liga Profesional Saudí 2021-22 |
| 17 | 18 de marzo de 2023      | Estadio Príncipe Abdullah bin Jalawi, Al-Hasa      | Al-Fateh SC - Al-Ittihad Club      |  | 1 - 5 | Liga Profesional Saudí 2022-23 |
| 18 | 6 de febrero de 2025     | Al-Shabab Stadium                                  | Al-Shabab FC - Al-Khaleej FC       |  | 5 - 1 | Liga Profesional Saudí 2024-25 |
| 19 | 13 de marzo de 2025      | Al-Shabab Stadium                                  | Al-Shabab FC - Al-Orobah FC        |  | 6 - 0 | Liga Profesional Saudí 2024-25 |

### Internacional[19]
| Selección Nacional | Año   | Part | Goles |
| ------------------ | ----- | ---- | ----- |
| Marruecos          | 2012  | 3    | 1     |
| Marruecos          | 2013  | 5    | 1     |
| Marruecos          | 2014  | 5    | 5     |
| Marruecos          | 2015  | 4    | 0     |
| Marruecos          | 2019  | 1    | 0     |
| Marruecos          | 2022  | 5    | 0     |
| Marruecos          | 2023  | 2    | 0     |
| Total              | Total | 25   | 7     |

| N.º | Fecha                   | Lugar                                    | Oponente                 | Marcador | Resultad | Competición                                                 |
| --- | ----------------------- | ---------------------------------------- | ------------------------ | -------- | -------- | ----------------------------------------------------------- |
| 1   | 12 de diciembre de 2012 | Stade de El Jadida, El Jadida, Marruecos | Níger                    | 1–0      | 3–0      | Amistoso                                                    |
| 2   | 8 Junio2013             | Stade de Marrakech, Marrakesh, Marruecos | Tanzania                 | 1–0      | 2–1      | Clasificación de CAF para la Copa Mundial de Fútbol de 2014 |
| 3   | 9 de octubre de 2014    | Stade de Marrakech, Marrakesh, Marruecos | República Centroafricana | 1–0      | 4–0      | Amistoso                                                    |
| 4   | 9 de octubre de 2014    | Stade de Marrakech, Marrakesh, Marruecos | República Centroafricana | 2–0      | 4–0      | Amistoso                                                    |
| 5   | 9 de octubre de 2014    | Stade de Marrakech, Marrakesh, Marruecos | República Centroafricana | 4–0      | 4–0      | Amistoso                                                    |
| 6   | 13 de noviembre de 2014 | Stade Adrar, Agadir, Marruecos           | Benín                    | 2–0      | 6–1      | Amistoso                                                    |
| 7   | 13 de noviembre de 2014 | Stade Adrar, Agadir, Marruecos           | Benín                    | 5–1      | 6–1      | Amistoso                                                    |

## Palmarés

### Campeonatos nacionales
| Título                      | Club            | País           | Año  |
| --------------------------- | --------------- | -------------- | ---- |
| Copa de Catar               | El Jaish S. C.  | Catar          | 2016 |
| Copa del Jeque Jassem       | Al-Rayyan S. C. | Catar          | 2018 |
| Liga Profesional Saudí      | Al-Nassr        | Arabia Saudita | 2019 |
| Supercopa de Arabia Saudita | Al-Nassr        | Arabia Saudita | 2019 |
| Supercopa de Arabia Saudita | Al-Nassr        | Arabia Saudita | 2020 |
| Supercopa de Arabia Saudita | Al-Ittihad      | Arabia Saudita | 2022 |
| Liga Profesional Saudí      | Al-Ittihad      | Arabia Saudita | 2023 |

### Distinciones individuales
- Máximo goleador de Botola Pro: 2012-13[27]
- Jugador del Año del Aalesund: 2014[28]
- Máximo goleador de la Stars League de Catar: 2015-16 (21 goles)[20]
- Máximo goleador de la Copa de Catar: 2015-16[20]
- Máximo goleador de la Copa Qatarí de las Estrellas: 2017-18[29]
- Jugador de la temporada de la Liga Profesional Saudí: 2018-19
- Jugador del Mes de la Liga Profesional Saudí: diciembre de 2018,[30] marzo de 2019,[31] abril de 2019,[32] agosto de 2020,[33] febrero de 2022[34]
- Máximo goleador de la Copa del Rey: 2018-19 , 2023-24
- Bota de Oro de la Liga Profesional Saudí: 2018-19 (34 goles),[22][35] 2019-20 (29 goles),[36] 2022-23 (21 goles)[37]
- Máximos asistentes de la Liga Profesional Saudí: 2018-19[38]
- Jugador del Año del Al-Nassr: 2019[39]
- Mejor jugador árabe de los Globe Soccer Awards 2019 [40]
- Mejor Goleador del Mundo según la IFFHS: 2019[41]
- Máximo goleador de la Liga de Campeones de Asia: 2020 [42]
- Equipo del Torneo de la Liga de Campeones de la AFC: 2016,[43] 2020 [42]
- Jugador del torneo de la Supercopa de Arabia Saudí: 2022[44]
- Máximo goleador de la Supercopa de Arabia Saudí: 2022[26]

Récords
- Máximo goleador histórico de la Copa del Rey Saudí : 29 goles [45]
- El máximo goleador histórico de la Supercopa Saudí : 7 goles [46]
- El jugador más rápido en marcar (50 goles) en la historia de la Liga Profesional Saudí [47]
- El jugador más rápido en marcar (100 goles) en la historia de la Liga Profesional Saudí[47]
- El jugador que marcó más hat-tricks en la historia de la Liga Profesional Saudí[48]
- El jugador que marcó más tripletes en la historia de la Liga Profesional Saudí[49]
- 2.º jugador con más goles en una temporada en la Liga Profesional Saudí: 2018-19 [50]
- Jugador con más goles en una temporada en la Copa del Príncipe de la Corona Saudí: 2019 [51]
- Primer jugador extranjero en la historia de la Liga Profesional Saudí en marcar más de (20 goles) en una temporada con dos clubes diferentes.[52]
- Primer jugador extranjero en la historia de la Liga Profesional Saudí en ganar la Bota de Oro con dos clubes diferentes.[53]
- Primer jugador en marcar un hat-trick en el derbi de Yeddah [54]
- Primer jugador en marcar en la Liga de Campeones de la AFC con 5 clubes diferentes.[55]
- El jugador con la racha goleadora más larga en la historia de la Liga Profesional Saudí: 14 veces [56]
- Jugador con más goles en diferentes clubes en una temporada en la Liga Profesional Saudí: 14 clubes.[57]
- El jugador con más hat-tricks en la Liga Profesional Saudí: 10 hat-tricks [58]

Orden
- Orden del Trono: 2022[59]

Pedidos